# Celonites discretus
Celonites discretus är en stekelart som beskrevs av Gusenleitner 1973. Celonites discretus ingår i släktet Celonites och familjen Masaridae. Inga underarter finns listade.